# أسد فولادكار
أسد فولادكار (17 مايو 1980 -) هو مخرج لبناني من أصول إيرانية.

## حياته ونشأته
تلقى تعاليمه في المدرسة البطريركية في بيروت، درس المسرح في الجامعة اللبنانية ثم ماجستير في الإخراج السينمائي من جامعة بوسطن في الولايات المتحدة.

## مسيرته
فيلمه الروائي الأول "لما حكيت مريم" حاز على العديد من الجوائز كما مثّل لبنان في جوائز الأوسكار على أفضل فيلم أجنبي. أخرج في مصر "راجل وست ستات" بأجزائه التسعة، "الزيناتي مجاهد"، "جوز ماما" الجزء الثاني، "عفاريت محرز". كما أخرج في السعودية مسلسل "مستر كاش" للفنان عبد الله السدحان.

## روابط خارجية
- أسد فولادكار على موقع IMDb (الإنجليزية)
- أسد فولادكار على موقع قاعدة بيانات الأفلام العربية
- أسد فولادكار على موقع قاعدة بيانات الفيلم (الإنجليزية)